# Dobrzyń (Nidzica)

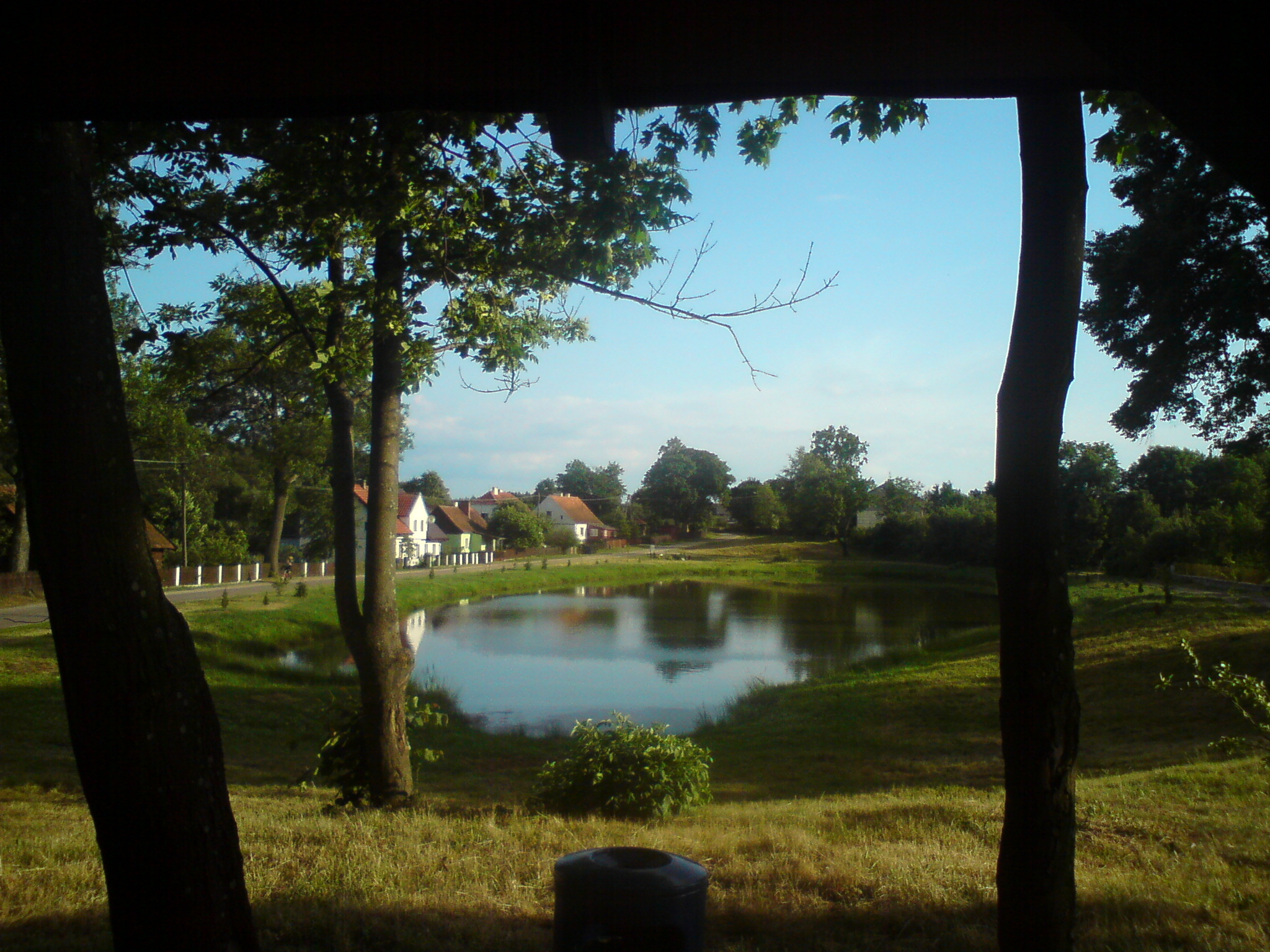
Dorfteich in Dobrzyń

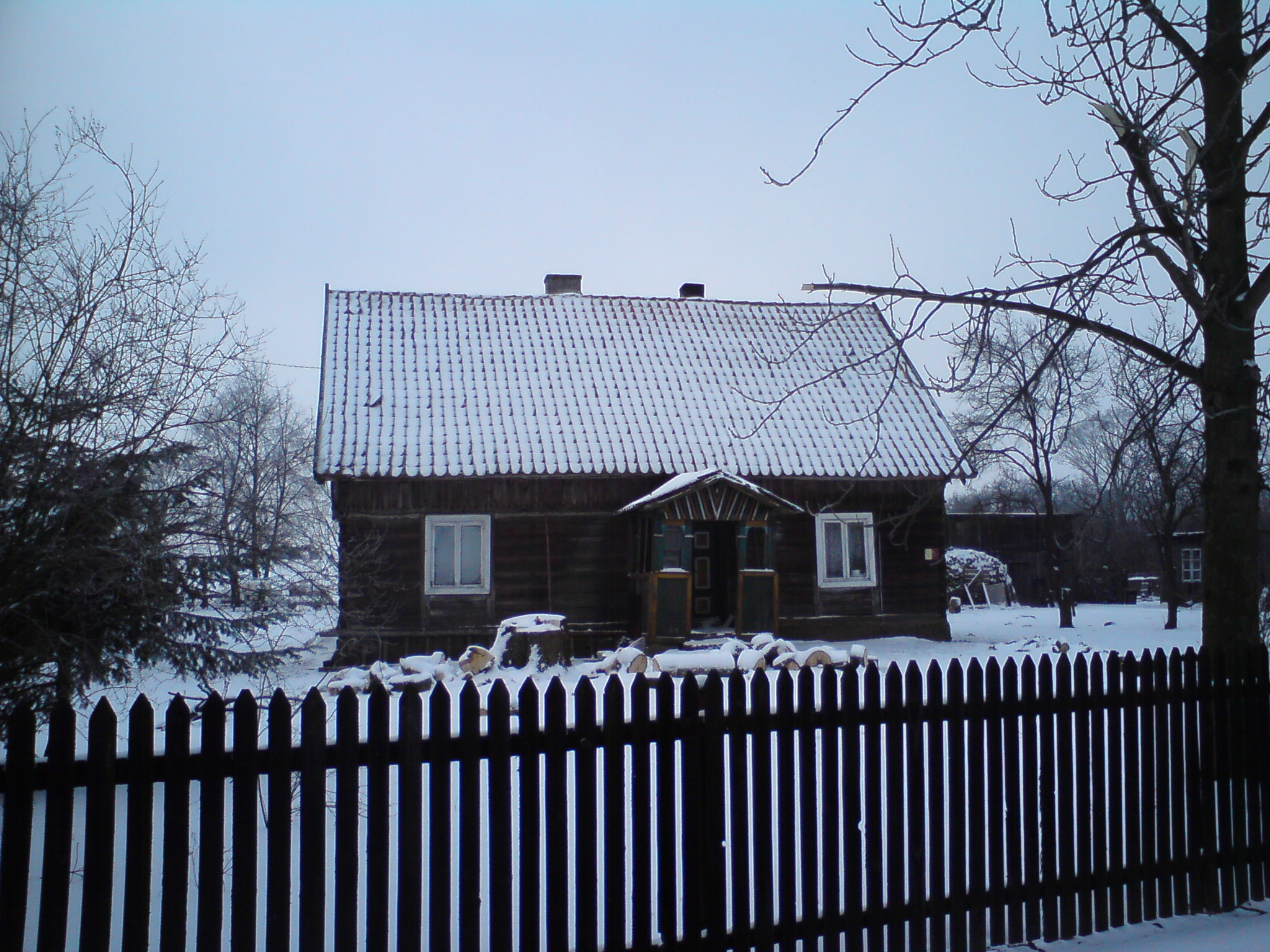
Alte masurische Bauernkate in Dobrzyń

Dobrzyń (deutsch Gutfeld) ist ein polnisches Dorf in der Woiwodschaft Ermland-Masuren im Powiat Nidzicki (Kreis Neidenburg) und gehört zur Stadt- und Landgemeinde Nidzica (Neidenburg).

## Geographische Lage
Dobrzyńliegt östlich von Frąknowo (Frankenau), westlich von Łyna (Lahna), südlich von Bujaki (Bujaken) und  nordwestlich von Wietrzychowo ((Adlig) Dietrichsdorf). Die Gemeinde besteht aus dem alten Dorfkern, der sich um einen Dorfteich gruppiert, und der Siedlung zwischen eigentlichem Dorf und Bahnhof sowie einigen Gebäuden in der Nähe des Bahnhofes.

## Geschichte
Die erste urkundliche Erwähnung von Dobrzynen (nach 1785 Dobrzyn, nach 1820 Dobrzienen) erfolgte 1355. Die Geschichte des Dorfes spielte sich im Rahmen der Geschichte des Amtes und späteren Kreises Neidenburg ab, zu dem es gehörte. 1840 fielen viele Einwohner eine Choleraepidemie zum Opfer.
Die Landgemeinde Dobrzienen wurde 1874 in den neu errichteten Amtsbezirk Lahna (polnisch Łyna) eingegliedert. Am 19. September 1877 nahm das Dorf den neuen Namen „Gutfeld“ an.
248 Einwohner zählte das Dorf im Jahre 1910. 1914 fanden heftige Kämpfe im Rahmen der Tannenbergschlacht auf dem Gebiet der Gemeinde statt, die zuerst von der russischen Armee unter General Samsonow erobert wurde, dann jedoch vom deutschen Heer zurückerobert wurde, das Dorf nahm hierbei schweren Schaden.
Aufgrund der Bestimmungen des Versailler Vertrags stimmte die Bevölkerung im Abstimmungsgebiet Allenstein, zu dem Gutfeld gehörte, am 11. Juli 1920 über die weitere staatliche Zugehörigkeit zu Ostpreußen (und damit zu Deutschland) oder den Anschluss an Polen ab. In Gutfeld stimmten 166 Einwohner für den Verbleib bei Ostpreußen, auf Polen entfielen keine Stimmen.
Die Zahl der Einwohner Gutfelds belief sich im Jahre 1933 auf 264 und stieg bis 1939 auf 275.
Gutfeld wurde am 20. Januar 1945 von der Roten Armee besetzt und erneut schwer beschädigt, nach Ende des Zweiten Weltkriegs wurde es mit dem gesamten südlichen Ostpreußen an Polen überstellt. Gutfeld erhielt die polnische Namensform „Dobrzyń“ und ist heute mit dem Sitz eines Schulzenamts (polnisch Sołectwo) eine Ortschaft im Verbund der Gmina Nidzica (Stadt- und Landgemeinde Neidenburg) im Powiat Nidzicki (Kreis Neidenburg), in den Jahren 1975 bis 1998 zur Woiwodschaft Olsztyn, seither zur Woiwodschaft Ermland-Masuren zugehörig. Im Jahre 2011 zählte Dobrzyń 119 Einwohner.

## Kirche

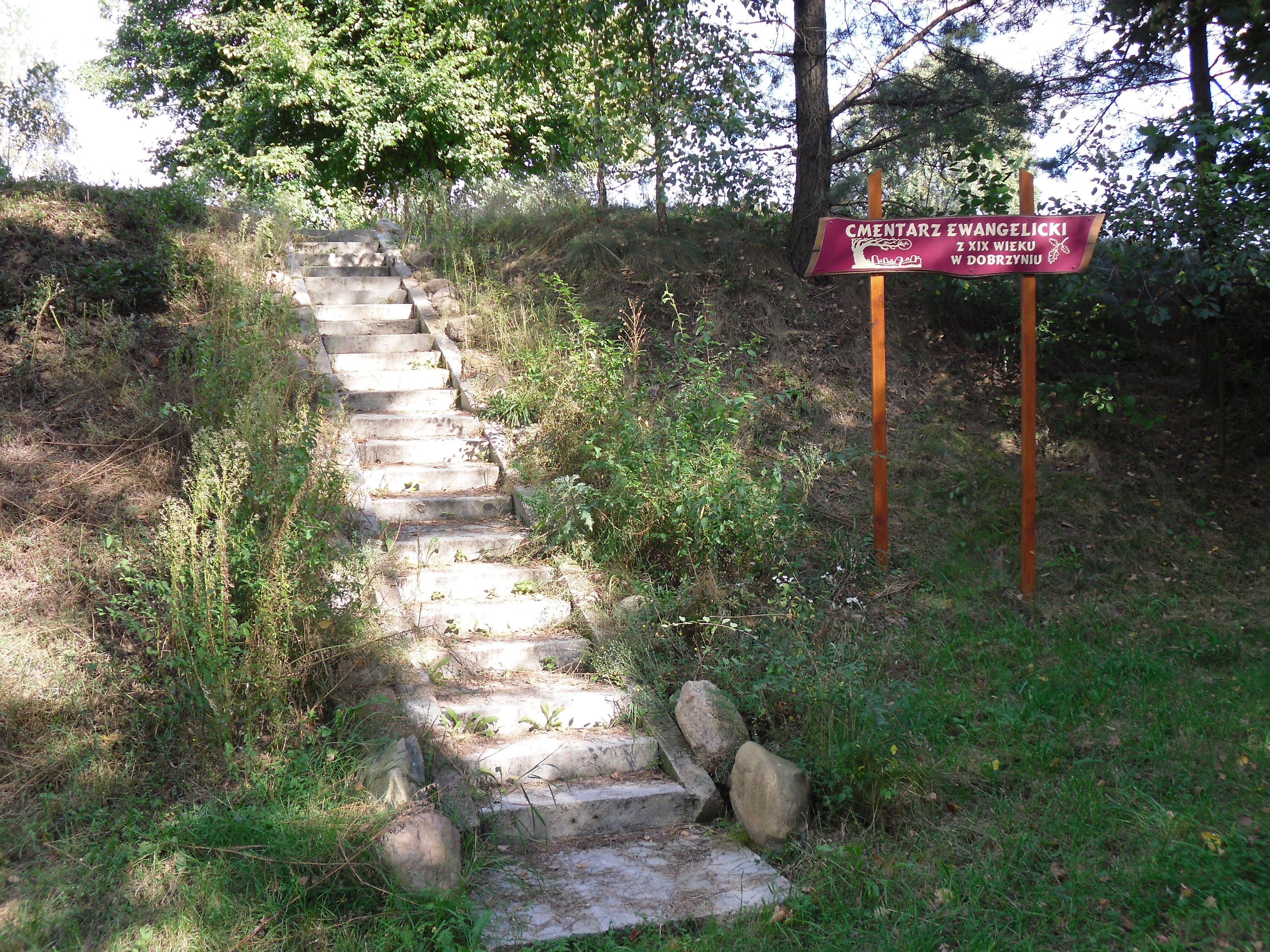
Aufgang zum früheren evangelischen Friedhof

Bis 1945 war Gutfeld in die römisch-katholische Kirche Neidenburg im Bistum Ermland, außerdem in die evangelische Kirche Lahna in der Kirchenprovinz Ostpreußen der Kirche der Altpreußischen Union eingepfarrt. An diese Zeit vor 1945 erinnert noch der einstige evangelische Friedhof in Dobrzyń.
Heute gehört Dobrzyń katholischerseits zur Herz-Mariä-Kirche Łyna im Erzbistum Ermland, evangelischerseits zur Heilig-Kreuz-Kirche Nidzica in der Diözese Masuren der Evangelisch-Augsburgischen Kirche in Polen.

## Verkehr

### Straße
Dobrzyń liegt verkehrsgünstig an einer Straße, die von der Schnellstraße S 7 bei Rączki (Rontzken, 1938 bis 1945 Hornheim) kommend über Łyna (Lahna/Allendorf) bis zur Woiwodschaftsstraße 545 bei Moczysko (Adlershorst) führt.

### Schiene

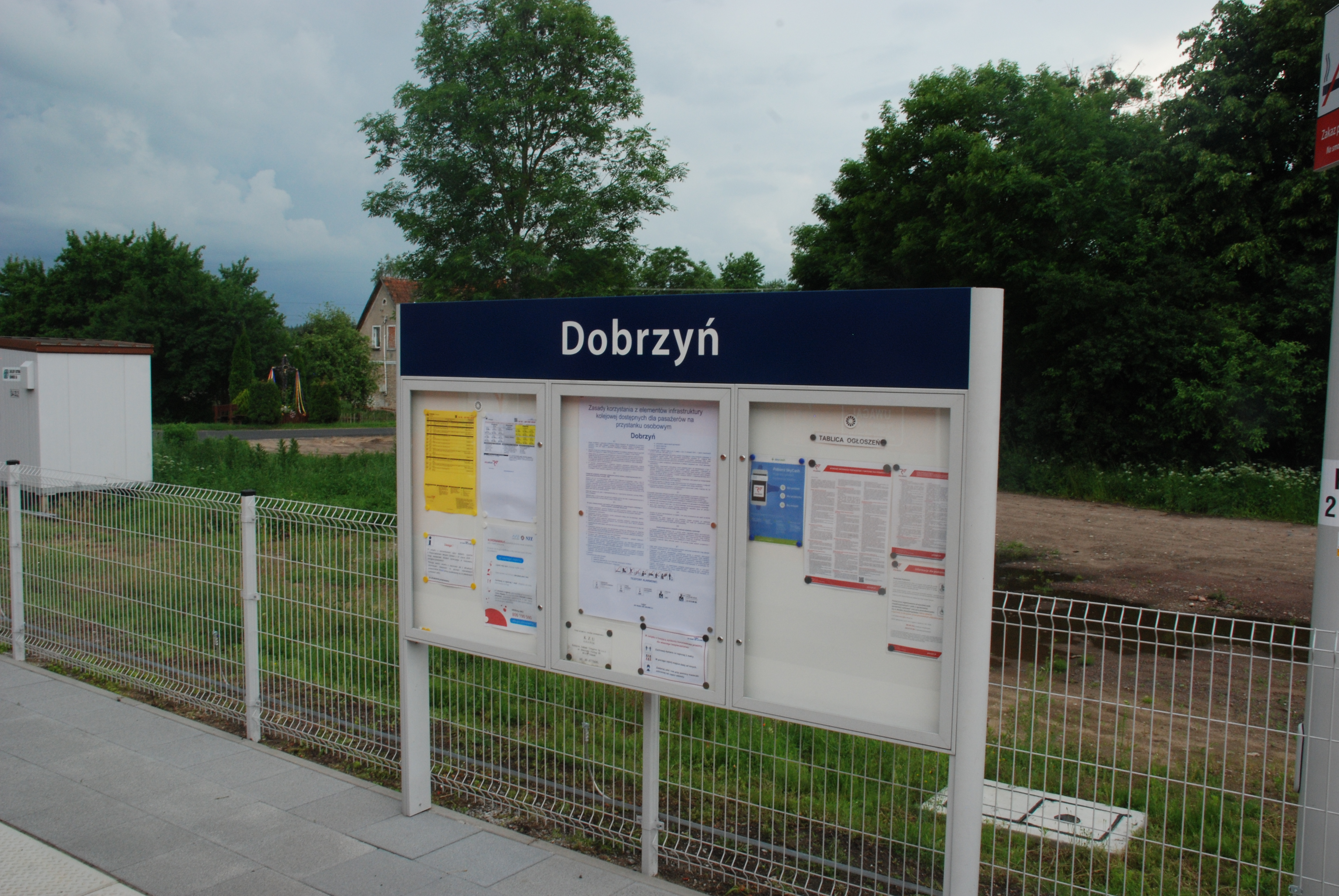
Bahnstation Dobrzyń

Dobrzyń verfügt über eine eigene Bahnstation, die sich 1,75 Kilometer nordöstlich des Dorfes an der Polnischen Staatsbahnlinie 216 Działdowo–Olsztyn (deutsch Soldau–Allenstein) befindet.
Der Haltepunkt besteht bereits seit 1888 und hieß bis 1945 Gutfeld und seither Dobrzyń.

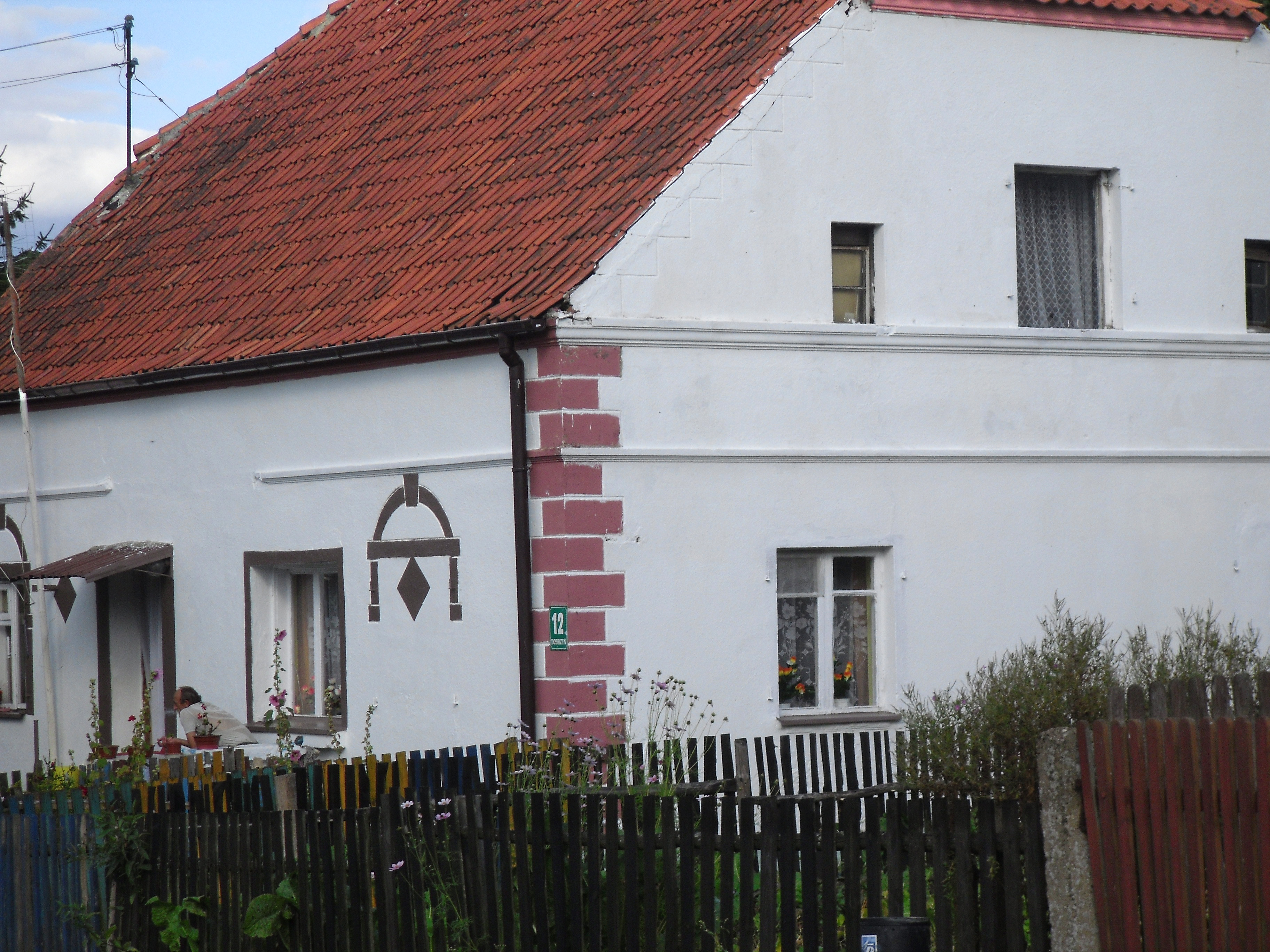
Geburtshaus von Erwin Kruk

## Söhne und Töchter des Ortes
- Erwin Kruk (* 4. Mai 1941 in Gutfeld), deutsch-polnischer Schriftsteller (Pseudonym: Marek Doski), Dichter und auch Senator sowie Mitglied der Synode der Evangelisch-Augsburgischen Kirche in Polen († 2017)